# Zeus: Master of Olympus
Zeus: Master of Olympus je budovatelská strategie pro jednoho hráče, kterou vyvinulo studio Impressions Games a vydala společnost Sierra Entertainment v roce 2000. Hra je dalším dílem v herní sérii City Building. Stejně jako předchozí tituly se Zeus zaměřuje na budování a rozvoj města ve starověku. Obsahuje změny v některých mechanikách a neodehrává se tentokrát ve starověkém Římě, nýbrž ve starověkém Řecku. Ve většině aspektech je však hra považována za podobnou svému předchůdci, hře Caesar III.

## Zasazení
Zeus je zasazen v mytickém starověkém Řecku a objevují se v něm bohové řeckého panteonu a bájní tvorové řecké mytologie. Hra se nesnaží přesně vystihnout historické prostředí, ve kterém se odehrává, namísto toho obsahuje prvky založené na mytologii a anachronismu.

## Hratelnost
Hráč je guvernérem městského státu, který má za úkol budovat a rozvíjet a starat se o jeho infrastrukturu, průmysl, obchod, náboženství, zábavu a vzdělání. Válčí také s rivalskými městy. Bájní tvorové z řecké mytologie se ve hře objevují ve formě přírodních katastrof, jež musí hráč zvrátit, a to většinou najmutím správného hrdiny. Při dostatečném uctívání řeckých bohů mohou bohové městu požehnat, čímž se zvýší například produkce materiálů.
Hra je ve 2D s izometrickým pohledem na svět. Boční panel a menu umožňuje hráči jednoduše se pohybovat po mapě a starat se o jednotlivé aspekty vlády, jako je výše daní či mzdy.
Zeus nabízí hráči dvě možnosti hraní. Buďto hrát epizodická a na příběhu založená dobrodružství, ve kterých je pro postup nutné získat specifické předměty a plnit úkoly, nebo své  město budovat v sandboxovém módu, který je otevřenější a nezakládá se přímo na plnění úkolů.

## Datadisk
Stejně jako u hry Pharaoh bylo vydáno jedno rozšíření, jež se jmenuje Poseidon: Master of Atlantis. V rozšíření jsou obsažena nová dobrodružství založená na příbězích o Atlantidě od Platóna. Byl přidán také editor dobrodružství, který byl však přístupný dříve a zdarma na webových stránkách Impressions.